# Captain Jack (single)
Captain Jack is de debuutsingle van de Duitse eurodance-groep Captain Jack. Het nummer is afkomstig van het debuutalbum The Mission uit 1996. Op 27 juli 1995 werd het nummer oorspronkelijk op single uitgebracht en in februari 1996 heruitgegeven.

## Achtergrond
Captain Jack is geschreven door Udo Niebergall, Richard Witte, Liza da Costa en Volker Weber en geproduceerd door Udo Niebergall. Het nummer is gebaseerd op een lied wat soldaten zingen, evenals andere Captain Jack nummers Drill Instructor en Soldier Soldier. De single deed het in West- en Noord-Europa erg goed. In Duitsland werd de 3e positie bereikt, in Oostenrijk en Zwitserland de 6e, Noorwegen de 5e, Ierland en in de Eurochart Hot 100 de 14e en in het Verenigd Koninkrijk de 104e positie in de UK Singles Chart.
In Nederland werd de single veel gedraaid op de landelijke radiozenders en werd een gigantische hit. De single bereikte in zowel de Nederlandse Top 40 op Radio 538 als in de publieke hitlijst; de Mega Top 50 op Radio 3FM, de nummer 1-positie. 
In belgië bereikte de single de 2e positie in zowel de Vlaamse Ultratop 50 als de Vlaamse Radio 2 Top 30. In Wallonië werd géén notering behaald.
Andere hoge noteringen waren dus o.a. de 3e positie in Duitsland en de 5e positie in Noorwegen. De single heeft in Nederland de gouden status.